# Arneberg Station
Arneberg Station (Arneberg stasjon) er en tidligere jernbanestation på Solørbanen, der ligger ved området Arneberg i Åsnes kommune i Norge.
Stationen blev oprettet som holdeplads, da banen mellem Kongsvinger og Flisa åbnede 3. november 1893. Den blev opgraderet til station 15. november 1916 og var bemandet som sådan indtil 1. august 1970. Persontrafikken på banen blev indstillet 29. august 1994.
Stationsbygningen, der var opført efter tegninger af Paul Due, blev revet ned 11. juli 1992. Ilgodshuset overlevede imidlertid, da det blev flyttet og genopført ved Lunderbye Nor i Kongsvinger, hvor der nu er kulturpark. I Arneberg er kun et af stationens tre spor farbart, mens de to andre er overgroede (status 2011).